# Новий Вовчинець
Но́вий Вовчи́нець — село в Україні, у Глибоцькій селищній громаді Чернівецького району Чернівецької області. 

## Назва
Село було засноване в полі на південь від Вовчинця, щоб не путатись, нове поселення почали називати Новий Вовчинець, а Вовчинець став Старим Вовчинцем.

## Географія
Село розташоване поблизу річки Серет на кордоні з Румунією.

## Історія
Перші поселення з’явились на території теперішнього села після 1840 року. Перші хати побудували 6 сімей і почали жити, як тоді говорили, «у полі». Всі записи громадянських актів, а саме: про одруження, смерть, народження дітей здійснювались в Старому Вовчинці. Поховання людей теж відбувалось на цвинтарі Старого Вовчинця. Це було не зовсім зручно, бо потрібно було долати відстань понад 6 км. Тоді жителька села Колотило Марія Гаврилівна пожертвувала 40 соток землі під цвинтар і людей почали ховати на місцевому кладовищі. 
У 1937 році було зведено дзвіницю. Зводили її місцеві майстри, а матеріалами та грішми допомогла громада Нового Вовчинця та церква Старого Вовчинця. Дзвін замовляли в Чернівцях, коштував він 600 леїв. Пожертвували на його придбання шість ґаздів села по 100 леїв. Перевезено дзвін з Чернівців фірою (на підводі). Підіймали дзвін вручну, а освятили на Вознесіння (тобто Спаса, як у нас говорять). З того часу в це свято люди приходили на могили померлих родичів.
Десь в сорокових роках минулого століття село віднесли до Черепковецької сільської ради. 
Довгі роки люди мріяли про свою церкву. У 1939 році село Мушинці (зараз Румунія) подарувало Новому Вовчинцю церкву, але звести її не встигли через встановлення державного кордону. Тільки в 1996 році було виділено ділянку під будівництво храму, виготовлено проектну документацію та освячено місце для храму Божого. Зачинателем та організатором робіт став староста релігійної громади Карпюк Іван Мафтейович. Першу цеглу заклали 3 липня 1998 року. Будівництво велось на кошти громади, пожертву окремих громадян, спонсорській допомозі різних підприємств. А 21 липня 2007 року за участю Митрополита Буковинського Данила, святих отців, церковного братства та сестринства, мирян із сусідніх сіл відбулось освячення храму пророка Іллі в селі Новий Вовчинець. Після будівництва в селі Черепківці нової дзвіниці, стару дерев’яну дзвіницю подарували селу Новий Вовчинець. До старого дзвону придбали нові.
З 1991 року в складі незалежної України.
7 серпня 2017 року внаслідок добровільного приєднання село Новий Вовчинець увійшло до Глибоцької селищної громади.

## Населення
У селі налічується 101 будинок та проживає 306 жителів станом на 2010 рік.

## Інфраструктура
В селі є церква святого пророка Іллі, де настоятелем є отець Роман Гаврилюк. Також в селі діє Новововчинецька філія І ступеня дошкільної освіти, до складу якого входять дитячий садочок та початкова школа. Директор Ткачук Наталія Василівна.

## Уродженці
- Копачук Віталій Петрович (1979—2015) — солдат Збройних сил України, учасник російсько-української війни.
- Патраш Максим Ігорович (23.08.2001—19.02.2023) — Державна прикордонна служба України. Учасник російсько-української війни.
- Костюк Максим Петрович (27.09.1992 - 09.09.2024) . Старший лейтенант, командир танкової роти. Учасник російсько-української війни